# Murádin János Kristóf
Murádin János Kristóf (Marosvásárhely,  1980. november 1.–) erdélyi történész, egyetemi oktató, gulágkutató,  Murádin Jenő és Murádin-Beyer Katalin fia.

## Életpályája
Iskoláit Kolozsváron végezte.1999-ben az Apáczai Csere János Elméleti Líceumban érettségizett.  1999–2003 között a Babeș–Bolyai Tudományegyetem történelem szakára járt, jelenkoros szakosodással végzett. Utána ugyanott mesteri oklevelet szerzett, majd 2010-ben doktorált. 2008-tól a Sapientia Erdélyi Magyar Tudományegyetem kolozsvári karának főállású oktatója,  adjunktus 2008–2020, 2010-től kari kancellár, 2020-tól habilitált docens.

## Munkássága
Kutatási területei: erdélyi magyar civilek deportálása a Szovjetunióba 1944 őszén,  az 1944-es frontátvonulás Kolozsváron, magyar kultúrintézmények Erdélyben 1944 és 1948 között, magyar-román kapcsolatok  a 20. század első felében.
Több cikkben, tanulmányban foglalkozott a Szovjetunióba deportált erdélyi civilek életével, szerkesztette és előszóval látta el Ercsey Gyula a szovjet gulágról szóló emlékiratát.
Román nyelven publikált doktori tézise 2014-ben elnyerte a Kolozs Megyei Könyvtár egyik díját
2014 őszén nagyszabású konferenciát szervezett a Sapientia EMTE kolozsvári karán az 1944-ben szovjet lágerekbe elhurcolt civilek emlékére.

## Tanulmányai, cikkei (válogatás)
- A történelem sodrában in: Ercsey Gyula: Farkasok árnyékában. Kolozsváriak a Gulágon, Erdélyi Múzeum-Egyesület, Kolozsvár, 2006. 7-18. o. Online hozzáférés
- Elhallgatott múlt. Kolozsvári civilek a GULAG-on, X. RODOSZ Konferencia 2009. november 13-15., Kolozsvár Online hozzáférés
- Repkény a szobron, Korunk, 2010. október. pp. 66–69. Online hozzáférés
- Nemzetközi kapcsolatok elmélete; Scientia, Kolozsvár, 2009
- Nemzetközi intézmények és szervezetek; Scientia, Kolozsvár, 2011
- Transformări instituţionale în viaţa culturală maghiară din Transilvania în perioada 1944–1948; Scientia, Cluj-Napoca, 2012 (Volume Sapientia)
- Murádin Jenő–Murádin János Kristóf: Felvinczi Takács Zoltán erdélyi évei és kolozsvári tanári működése; Artprinter, Sepsiszentgyörgy, 2014
- "Mindent Erdélyért!". Az Erdélyi Párt története 1940 és 1944 között; Scientia, Kolozsvár, 2019 (Sapientia könyvek. Tudománytörténet)
- Az európai integráció története és elméletei; Scientia, Kolozsvár, 2020
- Felejtésre ítélve. Erdélyi magyar civilek szovjet fogságban, 1944–1953; Ludovika Egyetemi Kiadó, Budapest, 2023

## Díjak, kitüntetések
- Magyar Arany Érdemkereszt 2017[7]
- Közép-Európa Kutatásáért Díj, 2017[8]